# Matheus Gonçalves
Matheus Gonçalves Martins dit Matheus Gonçalves, né le 18 août 2005 au Brésil, est un footballeur brésilien qui évolue au poste d'ailier droit au CR Flamengo.

## Biographie

### CR Flamengo
Né au Brésil, Matheus Gonçalves est formé par le CR Flamengo, qu'il rejoint à l'âge de 12 ans. Il se révèle comme l'un des joueurs les plus prometteurs du centre de formation et se fait notamment remarquer en 2021 avec l'équipe des moins de 17 ans du club en marquant 10 buts en 27 matchs. Cette année-là il participe aux succès de son équipe dans cette catégorie d'âge, en remportant le Campeonato Carioca, le Brasileirão et la Copa do Brasil, aux côtés notamment de Matheus França, autre promesse du club.
Il joue son premier match en professionnel le 23 octobre 2022, lors d'une rencontre de première division brésilienne contre l'América Mineiro. Il entre en jeu à la place de Matheus França et son équipe s'impose par deux buts à un.
Le 18 février 2023, il inscrit son premier but en professionnel, à l'occasion d'une rencontre du Campeonato Carioca face au Resende FC (en). Entré en jeu, il ouvre le score et participe à la victoire de son équipe par deux buts à zéro.

### RB Bragantino
Le 26 juillet 2023, il signe au RB Bragantino sous la forme d'un prêt jusqu'à la fin de l'année.
Il joue son premier match pour le RB Bragantino le 11 août 2023, lors d'une rencontre de Copa Sudamericana 2023 contre l'América Mineiro. Il entre en jeu à la place d'Eduardo Sasha et son équipe est battue après une séance de tirs au but.